# Уравнение Гелл-Манна — Лоу
Уравнение Гелл-Манна — Лоу — дифференциальное уравнение, лежащее в основе понятия о группе перенормировки в квантовой теории поля. Связывает между собой квадрат затравочного заряда {\displaystyle e_{0}^{2}}, параметр обрезания {\displaystyle \Lambda } и функцию {\displaystyle d}, определяющую соотношение между значениями квадрата затравочного заряда при двух значениях параметра обрезания.

## Определение
{\displaystyle {\frac {de_{0}^{2}}{d\ln \xi }}{}=\psi (e_{0}^{2})}, здесь {\displaystyle e_{0}^{2}} — квадрат затравочного заряда, {\displaystyle \xi } — величина, связывающая два значения квадрата параметра обрезания {\displaystyle \Lambda _{1}^{2}=\xi } и {\displaystyle \Lambda _{2}^{2}=\xi +d\xi }, {\displaystyle \psi (e_{0}^{2})} — функция Гелл-Манна — Лоу {\displaystyle \psi (e_{0}^{2})=e_{0}^{2}{\Bigl [}{\frac {\partial d(e_{0}^{2},x)}{\partial x}}{\Bigr ]}_{x=1}}, функция {\displaystyle d} определяется из уравнения {\displaystyle e_{0}^{2}(\Lambda _{2}^{2})=e_{0}^{2}(\Lambda _{1}^{2})d(e_{0}^{2}(\Lambda _{1}^{2}),{\frac {\Lambda _{2}^{2}}{\Lambda _{1}^{2}}})}.